# تطبيقات تقنية النانو
قائمة تطبيقات تقنية النانو
تعد تطبيقات تقنية النانو واسعة المجال وتدخل في الكثير من المجالات الصناعية والعسكرية والطبية والزراعية وغيرها، على سبيل المثال ان مجموعة كبيرة من المواد الخام يتم تحسينها على إحداث تغيير في الخصائص الفيزيائية للأحجام الصغيرة أو النانوية. وتستفيد الجزيئات النانوية على سبيل المثال من الزيادة البينة في مساحة السطح إلى نسبة الحجم. ومن ثم تصبح خواصها البصرية ومنها الفلورية وظيفة لقطر الجسيم. وعندما يتم دمجها في مادة كتلية، فإن الجزيئات النانوية تؤثر بشدة على الخواص الميكانيكية للمادة، ومنها الصلابة أو الليونة. وعلى سبيل المثال يمكن تدعيم البوليمرات التقليدية من خلال استخدام الجزيئات النانوية الموجودة بالمواد الجديدة والتي قد تستخدم كبدائل خفيفة الوزن للمعادن. نتيجةً لذلك يمكن توقع زيادة الفائدة الاجتماعية للجسيمات النانوية. وستُمَكن تلك المواد المدعمة نانوياً من تقليص الوزن المصاحب بزيادة في الثبات وتحسن في الوظيفية. هذا بالإضافة إلى أن تقانة النانو العملية تمثل بصورةٍ ضروريةٍ القدرة المتزايدة على التعامل بدقة مع المادة وفقاً للمقاييس المستحيلة مسبقاً، موفرةً بذلك مجموعةً من الإمكانات والتي لم يكن للآخرين مسبقاً تخيلها – ولذلك فمن غير المدهش أن مساحاتٍ قليلةٍ من التقانة البشرية استُثنت من الفوائد الناجمة عن استخدام وتطبيق تقنيه النانو.

## الطب
المقال الرئيسي: طب النانو
استفادت الجماعات البحثية الحيوية والطبية الخصائص الفريدة من المواد النانوية المرتبطة بالتطبيقات المختلفة (و مثلاً عوامل التباين لتصوير الخلية وعلاجات السرطان). ومن ثم فقد بدأ استخدام مصطلحاتٍ ومنها التقنية النانوية البيوطبية والتقنية النانوية الحيوية وطب النانو بهدف وصف ذلك المجال الواسع. كما يمكن إضافة الوظائف للمواد النانوية من خلال تواصلها وتفاعلها مع غالبية الجزيئات والتركيبات الحيوية. ويعد حجم المواد النانوية متماثل مع حجم غالبية الجزيئات والتركيبات الحيوية؛ ومن ثم قد تعد المواد النانوية مفيدةً لمجالي الأبحاث والتطبيقات الحيوية والصناعية. وقد أسفر دمج وتكامل المواد النانوية مع الأحياء عن تنمية الأجهزة التشخيصية، عوامل التباين، الأدوات التحليلية، تطبيقات العلاج الطبيعي وأدوات توصيل الدواء.

### التشخيص
تعد تقانة النانو على رقاقة أحد الأبعاد الإضافية لتقنية مختبر على رقاقة. حيث تستخدم الجزيئات النانوية والمرتبطة بالجسم المضاد الملائم من أجل تصنيف بعض الجزيئات والجسيمات المحددة والكائنات الدقيقة. كما يمكن استخدام جزيئات الذهب النانوية والموسومة بالشرائح القصيرة للحمض النووي بهدف التعرف على التسلسل الجيني لعينةٍ ما. وتسفر عملية تضمين النقاط الكمومية مختلفة الحجم داخل الكريات البوليمرية الدقيقة عن وقوع ترميز متعدد الألوان للفحوصات الحيوية. وتحوَّل تقانة المسام النانوية الخاصة بتحليل الأحماض النووية سلاسل النيوكليوتيدات مباشرةً إلى توقيعاتٍ إليكترونيةٍ.

### توصيل الدواء
تعد تقنية الصغائر ضرباً من الازدهار والتقدم في المجال الطبي مع إمكانية توصيل الدواء إلى خلايا محددةٍ باستخدام الجزيئات النانوية. ويمكن تقليص عملية الاستهلاك الكلية للدواء بالإضافة إلى الأعراض الجانبية بشكلٍ واضحٍ من خلال إيداع العامل النشط في المنطقة المريضة فقط وبدون أية جرعاتٍ أعلى مما هو مطلوب. حيث يقلل هذا الأسلوب الانتقائي من التكلفة والمعاناة البشرية كذلك. ويمكن التعرف على أحد تلك الأمثلة في المواد النانوية المسامية. ومثالاً آخراً من خلال استخدام مكاثير أو بوليمرات الكتلة المشتركة، والتي تشكل مركب ميسليس (micelles) المستخدم في تغليف الدواء. والتي تستخدم في الحفاظ على جزيئات الدواء الصغيرة للمساعدة في انتقالها إلى وجهتها المقصودة. هذا بالإضافة إلى وجود رؤية أخرى مبنية على الأنظمة الإلكتروميكانيكية الصغيرة؛ حيث تم البحث في مجال النظم الكهروميكانيكية النانوية والتي تعد الجيل الأضغر من النظم الكهروميكانيكية الصغرى بغرض الإطلاق النشط للأدوية. وتتضمن بعض التطبيقات الهامة في المجال علاج السرطان باستخدام جزيئات الحديد النانوية أو دروع الذهب. ويقلل الدواء المستهدف أو الشخصي من عملية استهلاك الدواء ونفقات العلاج كذلك مما يسفر عن تحقيق فائدةٍ اجتماعيةٍ شاملةٍ من خلال تقليص التكلفة لنظام رعاية الصحية العامة. كما تفتح تقانة الصغائر فرصاً جديدةً في أنظمة توصيل الدواء القابلة للزرع، والتي غالباً ما يفضل استخدامها مع الأدوية المحقونة، نتيجة أن الأخيرة غالباً ما تستعرض حركاتٍ من الدرجة الأولى (حيث يرتفع تركيز الدم بسرعة، ولكنه ينخفض بشكلٍ ضعيفٍ مع مرور الزمن). وقد يسبب الارتفاع السريع ذلك صعوباتٍ مع السمية وكفاءة الدواء قد تتلاشى نتيجة انخفاض تركيز الدواء عن المعدل المطلوب له.

### هندسة الأنسجة
تساعد تقانة الصغائر في إعادة إنتاج وإصلاح النسيج التالف. وتستفيد تقانة «هندسة الأنسجة» من عملية انتشار الخلايا المحفز صناعياً من خلال استخدام عوامل النمو والسقالات القائمة على المواد النانوية المناسبة. وقد تحل تقانة هندسة النسيج محل أساليب العلاج التقليدية المستخدمة في يومنا هذا ومنها زراعة الأعضاء أو الأطراف الصناعية. وقد تسفر الأنماط المتقدمة من تقانة هندسة الأنسجة عن إطالة الحياة.
و قد لا تتوافر للمرضى الذين يعانون من فشل تام في وظيفة الأعضاء خلايا صحية كافية لعمليات التوسع والزراعة في نسيج خارج الخلية. وفي هذه الحاجة يصبح هناك حاجة إلى الخلايا الجذعية ذات القوة التناسلية المتعددة. وأحد المصادر المحتملة تلك الخلايا يتمثل في الخلايا الجذعية المستحثة ذات القوة التناسلية العالية؛ وهي تتمثل في خلايا عادية من جسد المريض والتي تم برمجتها لتصبح ذات قدرة تناسلية متعددة، بالإضافة إلى توفر مزايا تجنب لفظ (الرفض) جسد المريض لها (و المضاعفات المهددة لحياة المريض من جراء استخدام العلاجات المثبطة للمناعة). وتعد الأجنة أحد المصادر المحتملة الأخرى للخلايا الجذعية ذات القدرة التناسلية المتعددة، إلا أن لذلك المصدر عيبين واضحين يتمثلان في:1) تتطلب حل مشكلة الاستنساخ، والتي تعد فنياً صعبةً جداً (و خصوصاً في حالة تجنب التشوهات). 2) تتطلب تلك العملية حصاد اللأجنة. ونتيجة أن المرء منا لم يكن في بداية حياته سوى جنين، فإن ذلك المصدر يعد موضع إشكالات أخلاقية.

## الكيمياء والبيئة
تلعب تقانة الصغائر دوراً واضحاً في كلٍ من عمليتي التحفيز الكيميائي وأساليب الترشيح. حيث توفر المركبات مواداً جديدةً ذات خصائص مصمة وسمات كيميائية محددة: وعلى سبيل المثال؛ الجزيئات النانوية ذات البيئة الكيميائية المحيطة المميزة (ليجاندز)، أو الخصائص البصرية الخاصة. وذلك بمعنى أن الكيمياء تعد أحد العلوم النانوية الرئيسية. ومن أحد التوقعات قصيرة المدى في المجال نستطيع أن نقول أن الكيمياء ستوفر «مواداً نانويةً» جديدةً، اما على المدى البعيد، فإن العمليات الأرقى ومنها عملية «التجميع الذاتي» ستدعم من خطط واسترايجيات توفير الطاقة والوقت. بمعنى أن كل التركيبات الكيميائية يمكن فهمها من خلال مفردات تقانة الصغائر، نتيجة قدرتها على تصنيع جزيئات محددة. ومن ثم، تشكل الكيمياء قاعدةً أساسيةً لتقانة النانو والتي توفر الجزيئات المصممة خصيصاً، والبوليمرات بالإضافة إلى العناقيد والجسيمات النانوية.

### التحفيز
يستفيد التحفيز الكيميائي بصورةٍ خاصةٍ من الجزيئات النانوية، بسبب ضخامة السطح إلى نسبة الكم. وتتراوح التطبيقات المحتملة للجزيئات النانوية في عملية التحفيز من خلايا الوقود إلى المحولات المحفزة والأجهزة التحفيزية الضوئية. كما تظهر أهمية التحفيز كذلك في إنتاج المواد الكيميائية.
و تعد جزيئات البلاتينيوم الآن الجيل التالي من المحولات المحفزة في السيارات وذلك بسبب أن مساحة سطح الجزيئات النانوية العالية جداً قد تقلص من كمية البلاتينيوم المطلوب. على الرغم من ذلك، فقد أُثيرت بعض المخاوف من التجارب التي تم إجرائها بسبب احتراقها تلقائياً لو اختلط الميثان بالهواء المحيط. في حين أن الأبحاث التي يجريها المركز القومي للبحث العلمي (NCRS) بفرنسا قد تسفر عن وضوح وتحديد الفائدة الحقيقية للتطبيقات الحفازة. هذا بالإضافة إلى أن الترشيح النانوي قد يعد من التطبيقات الهامة في المجال، ذلك على الرغم من أن البحث المستقبلي يجب أن يكون حذراً تجاه استقصاء إمكانية السمية.

### الترشيح
المقال الرئيسي: ترشيح نانوي
من المتوقع أن يظهر للكيمياء الضوئية تأثيراً قوياً على كلٍ من عمليات معالجة المياه المستعملة وتنقية الهواء بالإضافة إلى أجهزة تخزين الطاقة. حيث يمكن استخدام الطرق الميكانيكية أو الكيميائية في تطبيق أساليب الترشيح الفعالة. وتُبنى إحدى فئات أساليب الترشيح على استخدام الأغشية ذات أحجام ثقوبٍ ملائمةٍ، مما يسمح بضغط السائل عبر الغشاء. وتعد الأغشية المساميمة النانوية ملائمةً لعملية الترشيح الميكانيكي ذات المسام متناهية الصغرلما يقل عن 10 نانومترات («الترشيح النانوي») والتي قد تتكون من انابيب نانوية غشائية. ويستخدم الترشيح النانوي بصورةٍ رئيسيةٍ في عملية إزالة الأيونات أو فصل السوائل المختلفة. وعلى نطاقٍ أعرض، فإن أساليب ترشيح الأغشية يطلق عليها عملية الترشيح النانوي، والتي تعمل فيما بين أحجام تتراوح بين 10 و100 نانومتر. ولعل أحد المجالات الهامة لتطبيقات ترشيح نانوي يتمثل في الأغراض الطبية ومنها عملية الغسيل الكلوي. وتوفر الجزيئات النانوية المغناطيسية طريقةً معتمدةً وفعالةً لإزالة ملوثات المعادن الثقيلة من المياه المستعملة من خلال الاستفادة من أساليب الفصل المغناطيسي. وتزيد الجزيئات النانوية من كفاءة القدرة على امتصاص الملوثات بالإضافة إلى أنها بالمقارنة بطرق الترشيب والترشيح التقليدية تعد رخيصة التكلفة.
و تُعرض بالأسواق الآن بعضاً من الأجهزة المستخدمة لمعالجة المياه باستخدام تقانة النانو، إلا أن المزيد منها في طور التطوير والتنمية. وقد أثبتت دراسة حديثة أن طرق فصل الأغشية النانوية منخفضة التكلفة أنها فعالة في إنتاج المياه الصالحة للشرب.

## الطاقة
المقال الرئيسي: تطبيقات الطاقة لتقنية النانو
و تتمثل أكثر المشروعات تقدماً والمرتبطة بمجال الطاقة في: التخزين، التحويل، تحسينات التصنيع بالإقلال من المواد المستخدمة ومعدلات العملية التصنيعية، توفير الطاقة (من خلال أفضل طريقة للعزل الحراري)، وكذلك توفير مصادر متجددة للطاقة.

### تقليص استهلاك الطاقة
يمكن التوصل إلى تقليصٍ أقلٍ للطاقة من خلال تطبيق أفضل لأساليب العزل، وذلك من خلال استخدام الإضاءة الكافية أو أساليب الإحراق، بالإضافة إلى استخدام مواد أقوى إضائياً لستخدم في قطاعات النقل. وتحول اللمبات الضوئية المستخدمة حالياً نحو 5% فقط من الطاقة الكهربائية إلى ضوء. إلا أن الأساليب التقنية النانوية ومنها المصباح الثنائي الباعث للضوء والتي يرمز لها بـ (LED) أو الذرات المحددة كمياً والتي يرمز لها بالرمز (QCA) قد تؤدي إلى ترشيد استهلاك الكهرباء لأغراض الإضاءة.

### زيادة كفاءة إنتاج الطاقة
تحتوي أفضل الخلايا الشمسية المستخدمة في يومنا هذا على طبقاتٍ للعديد من أشباه الموصلات المكدسة معاً وذلك بهدف امتصاص الضوء في صورٍ عدةٍ للطاقة، إلا أنها ما زالت مصنعةً بأسلوب لا يسمح سوى باستخدام 40% فقط من طاقة الشمس. وللخلايا الشمسية المتوافرة حالياً كفاءاتٍ منخفضةٍ تتراوح بين (15-20 %). إلا أن تقانة الصغائر قد تساعد على زيادة كفاءة تحول الضوء من خلال استخدام الهياكل النانوية ذات استمرارية من الحزم ذات الفجوات.
و صل درجة كفاءة محرك الاحتراق الداخلي لما يتراوح بين 30- 40% في الوقت الحالي. إلا أن تقانة النانو قد تحسن من معدل الاحتراق من خلال تصميم محفزاتٍ خاصةٍ ذات مساحة سطحية أعظم. ففي عام 2005، قام العلماء بجامعة تورنتو بتطوير مادة جزيئية نانوية قابلة للرش والتي عندما تتم رشها على السطح، تحوله في التو واللحظة إلى مجمع للطاقة الشمسية.

### استخدام أنظمة للطاقة أكثر صداقة للبيئة
و تتمثل إحدى نماذج الطاقة الودودة للبيئة في استخدام خلية وقود تشتعل بواسطة الهيدروجين، والتي تنتج بصورةٍ مثاليةٍ من الطاقات المتجددة. ولعل أفضل مادة نانوية مستخدمة بخلية الوقود تتمثل في المحفز المكون من جزيئات المعادن النبيلة المدعومة بالكربون ذات قياسات 1-5 نانومتر. وتحتوى المواد المناسبة لتخزين الهيدروجين على عدد ضخم من المسام النانوية الصغيرة. ومن ثم يتم الاستفادة من العديد من المواد النانوية ومنا الأنابيب النانوية والزيولايت والألانيت في مجال البحث والتحقيق. كما قد تساهم تقانة النانو في زيادة تقليص الملوثات المنبعثة من محرك الاحتراق من خلال استخدام مرشحات المسام النانوية، والتي تستطيع تنقية وتنظيف العوادم ميكانيكياً من خلال المحولات المحفزة والقائمة على جزيئات المعادن النبيلة النانوية أو من خلال المغلفات المحفزة على جدران الاسطوانة والجزيئات النانوية المحفزة والتي قد تستخدم كذلك كإضافاتٍ للوقود.

### إعادة تدوير البطاريات
المقال الرئيسي: بطارية نانوية
بتيجة قلة كثافة الطاقة بالبطاريات بصورةٍ نسبيةٍ فإن وقت التشغيل محدود بالإضافة إلى الحاجة إلى إعادة الإحلال أو الشحن مرةً أخرى. هذا بالإضافة إلى أن العدد الضخم للبطاريات والمجمعات المستنفذة تخلق مشكلةً في التخلص منها. ومن ثم فإن استخدام البطاريات ذات كمية الطاقة الأعلى بداخلها أو تلك القابلة لإعادة الشحن مرةً أخرى أو حتى استخدام المكثفات الفائقة ذات معدلات إعادة الشحن العالية باستخدام المواد النانوية قد تكون مفيدة بصورةٍ واضحةٍ لحل مشكلة التخلص من البطاريات المستهلكة.

## المعلومات والاتصالات
تقوم عمليات إنتاج التقنية العالية حالياً على الاستراتيجيات التقليدية من أعلى إلى أسفل، حيث تم تقديم ودمج تقانة النانو بصورةٍ صامتةٍ. ويصل مقياس الطول الحرج للدوائر المتكاملة إلى 50 نانومتر فما أقل مراعاةً لطول البوابة الخاص بالترانزستورات في أجهزة وحدات المعالجة المركزية أو دي رام (DRAM)

### تخزين الذاكرة
اعتمدت تصميمات الذاكرة الإلكترونية فيما مضى على بنية الترانزستورات. إلا أن البحث في مجال الإلكترونيات القائمة على شكل أنبوب crossbar switch قد وفرت بديلاً من خلال استخدام الربطات الداخلية المعاد تشكيلها فيما بين حزم وصفائف الأسلاك العمودية والأفقية وذلك بهدف إنتاج ذاكرة مرتفعةً الكثافة. وتعد كلٌ من شركة نانتيرو والتي قامت بتطوير الذاكرة العريضة القائمة على الأنابيب النانوية الكربونية والتي تسمى ذاكرة الوصول العشوائي النانوية بالإضافة إلى شركة هوليت-باكارد والتي اقترحت استخدام مواد ممرستور في عملية إحلالٍ مستقبليٍ لذاكرة الفلاش.

### أجهزة أشباه الموصلات الجديدة
اعتمدت إحدى تلك الأجهزة المستخدمة حديثاً على حقل البحث التجريبي الفيزيائي الدوران الإلكتروني. حيث يُطلق على اعتماد مقاومة المادة (بسبب دوران الإلكترونيات) على المجال الخارجي المقاومة المغناطيسية. وقد يتم تضخيم ذلك التأثير بصورةٍ كبيرةٍ (المقاومة المغناطيسية الهائلة) في حالة الأجسام النانوية، على سبيل المثال كما هو الحال عندما يتم فصل طبقتين من الحديد الممغنط باستخدام طبقة نانوية مغناطيسية، والتي يتسم سمكها بأنه نانوي المقياس ومنها (Co-Cu-Co). وقد أسفرت المقاومة المغناطيسية الهائلة (GMR) عن زيادة قوية في كثافة تخزين البيانات على الأقراص الصلبة وأتاحت الفرصة لاستخدام مدى الجيجا بايت. ويعد نفق المقاومة المغناطيسية (TMR) شبيه الحال بدرجةٍ كبيرةٍ بالمقاومة المغناطيسية الهائلة (GMR) وهو قائم على النفق الناتج من دوران الإلكترونات عبر الطبقات الحديدية الممغنطة المتجاورة. وقد تستخدم نتائج وتأثيرات كلاً من GMR وTMR في إنتاج ذاكرة كمبيوترية غير متقلبة، ومنها ما يطلق عليه ذاكرة الوصول العشوائي المغناطيسية أو MRAM.
ففي عام 1999 أُختُبِر ترانزستور سيموس، والذي طُور بمعمل الإلكترونيات وتكنولوجيا المعلومات بغرينوبل بفرنسا، حدود المباديء الخاصة بترانزستور موسفت ذات قياس 18 نانومتر (و التي وصلت إلى 70 ذرة تقريباً وضعت بجانب بعضها البعض). حيث كان حجم ذلك الترانوستور غالباً عُشر حجم أصغر ترانزستور صناعي صُنع عام 2003 م (130 نانومتر عام 2003، 90 نانومتر في 2004، 65 نانومتر في 2005، و 40 نانومتر في 2007). حيث مكَّن التكامل النظري لسبعة بلايين تقاطعٍ على عملة الواحد جنيه إسترليني. في حين لم تكن صناعة ترانزستور سيموس والذي صُنع عام 1999 بالتجربة البحثية البسيطة لدراسة كيفية أداء تقانة سيموس لوظيفتها، إلا أنها كانت بالأحرى تجربةً لكيفية أداء تلك التقانة لوظيفتها الآن حيث أننا استطعنا التغلب بصورةٍ أقرب إلى المطلوب في مجال العمل على الصعيد الجزيئي. حيث سيكون من المستحيل التمكن من التجمع المنسق لعددٍ كبيرٍ من هذه الترانزستورات في دائرةٍ واحدةٍ كما أنه سيكون من المستحيل كذلك صناعة مثل تلك الدائرة على الصعيد الصناعي.

### الأجهزة البصرية الإلكترونية الجديدة
تحل الأجهزة البصرية أو الإلكترونية البصرية محل الأجهزة التناظرية الإلكترونية التقليدية في تقنية الاتصالات الحديثة نتيجة عرض نطاقها الترددي وتزايد قدرتها وكفاءتها على التوالي. من الأمثلة الواعدة في المجال كلٌ من البلورات الضوئية والنقاط الكمومية. حيث تعد البلورات الضوئية مواداً ذات اختلافٍ دوريٍ في مُعامل الانكسار مع شعريةٍ ثابتةٍ يصل طولها إلى نصف الطول الموجي للضوء المستخدم. مما يجعلها تسمح بتوفير وعرض فجوةٍ حزميةٍ اختياريةٍ لانتشار طول موجة محدد، ومن ثم فهي تتشابه مع شبه الموصلات، ولكن في مجال الضوء أو الفوتونات بدلاً من الإلكترونيات. في حين تعد النقاط الكمومية أجسام نانوية والتي يمكن استخدامها فيما بين العديد من الأشياء الأخرى لإنتاج أشعة الليزر. وتتسم ميزة استخدام ليزر النقاط الكمومية عن ليزر شبه الموصل التقليدي في أن طول الموجة المنبعثة يعتمد على قطر النقطة. كما أن الليزر المنتج بواسطة النقاط الكمومية يكون أرخص في سعر التكلفة ويوفر جودة إشعاع أفضل وأعلى من ثنائيات الليزر التقليدية.

### عروض
قد نستطيع التوصل إلى إنتاج العروض المختلفة باستهلاك أقل قدر ممكن من الطاقة باستخدام الأنابيب النانوية الكربونية (CNT). وتعهد الأنابيب النانوية الكربونية موصلة للكهرباء وبسبب صغر قطرها الذي يصل إلى بضعة نانومترات، يمكن استخدامها كمجال بواعث ذات كفاءة عالية بدرجة قوية لعروض انبعاث المجال (FED). ويتمثل مبدأ العملية في ذلك الخاص بأنبوب الأشعة المهبطية، ولكنه أصغر بكثير على كقياس الطول.

### حاسوب كمومي
المقال الرئيسي: حاسوب كمومي
تستفيد كل عمليات الحوسبة حالياً من قوانين الآلات الكمومية بهدف تصنيع الكمبيوتر الكومي، والتي تمكن من استخدام الخوارزميات الكمومية السريعة. وتتوافر بأجهزة الكمبيوتر الكمومي مساحة ذاكرة بالبايت الكمومي والتي يطلق عليها «كـ بايت» والتي تستخدم في إجراء العديد من العمليات الكمبيوترية في الوقت ذاته. ومن ثم فقد تحسن مثل تلك الإمكانية الجديدة من أداء الأنظمة ا

## الصناعات الثقيلة
تتمثل الاستفادة الحتمية من تقانة الصغائر في مجال الصناعات الثقيلة.

### الفضاء
ستمثل المواد الأخف والأقوى فائدةَ هائلةً في مجال تصنيع الطائرات، مما يزيد من كفاءة الأداء. كما ستستفيد مركبات الفضاء من تلك المواد حيث يلعب الوزن عاملاً حيوياً. كما ستساعد تقانة النانو من تقليص حجم المعدة ومن ثم تقليص استهلاك الوقود المطلوب لتحليقها في الجو.
و لربما يسفر استخدام تقنية المواد النانوية عن تقليل وزن الطائرة بدون محرك إلى النصف تقريباً في حين يتم زيادة قوتها ومتانتها. هذا بالإضافة إلى أن تقانة النانو تقلل من كتلة المكثفات الفائقة والتي ستستخدم بصورةٍ متزايدةٍ في توفير القوة للمحركات الكهربائية المساعدة وذلك بهدف إقلاع الطائرة بدون محرك عن الأرض المنبسطة إلى التحليق في الأجواء العالية.

### الإنشاءات
لتقانة الصغائر القدرة على زيادة معدل الإنشاءات وجعلها عمليةً أسرع وأرخص وأكثر تنوعاً. حيث قد تسمح عملية التشغيل الآلي لتقانة الصغائر للإنشاءات إلى إنشاء هياكلٍ وبناياتٍ تتنوع من المنازل المتقدمة إلى ناطحات السحاب الهائلة وذلك بصورةٍ أسرع وبتكلفةٍ أقل بكثير.

### المصافي
نتيجة استخدام تطبيقات تقانة النانو، ستكون للمصافي المنتجة للمواد ومنها الصلب والألومونيوم القدرة على إزالة والتخلص من أية شوائبٍ في المواد التي تقوم إنتاجها.

### تصنيع المركبات
تماماً كما هو الحال في مجال تصنيع مركبات الفضاء، فإن المواد الأخف والأقوى تمثل مصدر إفادة كبيرة في تصنيع المركبات والسيارات والتي تتسم بأنها أسرع وأأمن. كما تستفيد محركات الاحتراق من الأجزاء التي تتسم بالصلابة والمقاومة للحرارة.

## استهلاك السلع
تؤثر تقانة الصغائر بالفعل في وقتنا الحاضر على مجال استهلاك السلع المختلفة، حيث توفر منتجاتٍ ذات وظائفٍ جديدةٍ تتراوح من السهلة- إلى النظيفة – إلى المقاومة للخدش. حيث تقاوم المنسوجات الجديدة الانكماش بالإضافة إلى أنها طاردة للبقع؛ حيث تصبح الملابس بالمعنى المتوسط «ذكية»، وذلك من خلال دمج «إلكترونيات قابلة للارتداء». وتتوافر في متناول الاستخدام بالفعل العديد من السلع المحسنة باستخدام الجزيئات النانوية. وبخاصةٍ في مجال مستحضرات التجميل، حيث أن للمنتجات الجديدة قدراتٍ واعدةٍ في مجال الاستهلاك.

### الأغذية
توفر تقنية النانو حلولاً لمجموعةٍ مركبةٍ من التحديات الهندسية والعلمية في مجال الأغذية والصناعة الحيوية لتصنيع أغذية آمنة عالية الجودة من خلال استخدام وسائل لها القدرة على التحمل. وتعد عمليات ضبط جودة الأغذية والتعرف على البكتريا باستخدام المستشعرات الحيوية ومنها؛ أنظمة حفظ الغذاء الذكية والنشطة؛ وكذلك عملية التغليف النانوية لمكونات الأغذية أمثلةً قليلةً لعمليات دمج التقانة النانوية في مجالات تصنيع الأغذية. ومن ثم يمكن تطبيق تقانة النانو في مجالات إنتاج وتجهيز وسلامة وتعبئة الأغذية. حيث قد تحسن عملية التغطية والتغليف باستخدام المكونات النانوية في تحسين تعبئة الغذاء من خلال إضافة عوامل مضادة للبكتريا مباشرةً على سطح الشريط المغلِف. كما قد تزيد المكونات النانوية أو تقلل من عملية نفاذ الغاز في طبقات الحشو المختلفة وفقاً لما هو مطلوب في المنتجات المختلفة. هذا بالإضافة إلى أنها تحسن من خصائص المقاومة للحرارة والخصائص الميكانيكية كذلك كما أنها تقلص من معدل انتقال الأكسجين. وتجرى العديد من الأبحاث بهدف تطبيق تقانة الصغائر في عملية الكشف عن المواد الكيميائية والحيوية لـ (sinsanges) في الإغذية المختلفة.

### الأغذية النانوية
تعد عملية إنتاج الأغذية الجديدة ضمن مجال المنتجات الاستهلاكية القائمة على تقانة الصغائر والتي تظهر بالأسواق بمعدل من 3 إلى 4 سلع أسبوعياً، وهذا بناءً على ما أورده مشروع تقانة النانو الناشئة (PIN)، والذي اعتمد في تقريره هذا على جَردٍ أُجري على نحو 609 منتج نانوي سواءً معروف أو مذعوم.
و تتضمن قائمة (PIN) ثلاثة أطعمة – وهي نوعاً من زيوت الكانولا ويطلق عليه (كانولا أكتف أويل)، ونوعاً من الشاي يطلق عليه (نانو تي) بالإضافة إلى موجةٍ من شكولاته الحمية يطلق عليها (نانوسيوتيكال سليم شيك شوكلات).
و بناءً على معلوماتٍ لشركةٍ نشرتها على موقع (PIN) الإلكتروني، فإن زيت كانولا والذي تنتجه شركة شيمن الصناعية بإسرائيل يحتوي على مادةٍ مضافةٍ تسمى «نقاط نانوية» والتي صممت لحمل الفيتامينات والمعادن والمواد الكيميائية النباتية عبر الجهاز الهضمي واليوريا.
كما أنه بناءً على معلوماتٍ من مصنع شركة «آر بي سي علوم الحياة» الأمريكية الصناعية، فإن الموجة تستخدم مكسب الكوكا «كتل نلنوية» بهدف دعم وتحسين المذاق والفوائد الصحية للكوكا بدون الحاجة إلى إضافة المزيد من السكر.

### الأدوات المنزلية
لعل أشهر تطبيقٍ لتقانة الصغائر في مجال الأدوات المنزلية هو التنظيف الذاتي أو الأسطح «سهلة التنظيف» على السيراميك أو الزجاج. حيث حسنت جزيئات السيراميك النانوية من نعومة ومقاومة الحرارة للأجهزة المنزلية العامة ومنها المكواة

### البصريات
تتوافر بالأسواق الآن أول نظارةٍ شمسيةٍ تستخدم طلاءات البوليمر الرقية جداً والحامية والمضادة للانعكاس. كما توفر تقانة الصغائر في مجال البصريات طلاءات سطحية مقاومة للخدش باستخدام مكوناتٍ نانويةٍ. هذا بالإضافة إلى أن بصريات النانو قد تسمح بزيادة دقة تصحيح بؤبؤ العين والأشكال الأخرى من جراحات ليزر العين، وايضا تستخدم في صناعة قرنية للعين .

### الأنسجة
تستخدم الألياف النانوية بالفعل في تصنيع أقمشةٍ طاردةٍ للمياه والبقع بالإضافة إلى كونها مقاومة للانكماش والتجعد. كما قد يتم غسل الأقمشة ذات التشطيب النانوي مراتٍ أقلٍ وعلى درجات حرارةٍ أكثر انخفاضاً. في حين استخدمت تقنية النانو لتكامل ودمج أغشية جزيئات الكربون الصغيرة وكذلك ضمان حماية كامل السطح من التغيرات الكهربائية الساكنة بالنسبة لمرتدي تلك الأقمشة. وقد تم تطوير العديد من التطبيقات الأخرى بالمؤسسات البحثية ومنها معمل أنسجة التقانة النانوية والموجود بجامعة كورنيل.

### مستحضرات التجميل
تتمثل أحد مجالات تطبيقات تقنية النانو في الواقيات من أشعة الشمس. حيث تعاني طريقة الحماية التقليدية من الأشعة فوق البنفسجية من افتقارها إلى الاستقرار على المدى الطويل. إلا أن الواقيات من الشمس القائمة على جزيئات النانو المعدنية ومنها ثاني أكسيد التيتانيوم توفر المزيد من المزايا، حيث يكون لجزيئات أكسيد التيتانيوم النانوي تاثيراً مقارناً في خاصية الحماية من أشعة الشمس فوق البنفسجية كما هو الحال في المواد السائبة ولكنها تفقد عملية التبييض الغير مرغوبة للمستحضرات الأخرى حيث أن حجم الجزيء يتناقص.

### الزراعة
لتطبيقات تقنية الصغائر القدرة على تغيير قطاع الزراعة وسلسلة إنتاج الغذاء بالكامل، من عملية الإنتاج وحتى عملية الحفظ، التجهيز، التعبئة، النقل وحتى معالجة النفايات. حيث يكون لأفكار علوم النانو وتطبيقات تقنية الصغائر القدرة على إعادة تنظيم دائرة الإنتاج، إعادة بناء التجهيزات وعمليات الحفظ كذلك، بالإضافة إلى إعادة تعريف المستهلكين بعادات الغذاء.
هذا بالإضافة إلى أن بعضاً من التحديات الرئيسية والمرتبطة بمجال الزراعة ومنها انخفاض الكفاءة الإنتاجية في المساحة المزروعة، كبر حجم المساحة الغير مزروعة، تقليص الأراضي القابلة للزراعة، فقدان الموارد ومنها المياه والمخصبات ومبيدات الحشرات وضياع المنتجات. هذا بالإضافة إلى الأمن الغذائي للأعداد النامية، يمكن مواجهتها من خلال التطبيقات المختلفة لتقنية الصغائر. وللمزيد من التفاصيل اطلع على:
http://www.sainsce.com/agriculture.aspx 

## وصلات خارجية
- لمحة عامة عن تطبيقات تقانة الصغائر
- تطبيقات استراتيجية لدمج علم النانو
- مشروع عن تقانة النانو الناشئة
- المؤتمر الدولي بمعهد تقنيات الأغذية حول الأغذية النانوية، 17 من يوليو 2010، شيكاغو